# Pseudoalataspora originalis
Pseudoalataspora originalis is een microscopische parasiet uit de familie Alatasporidae. Pseudoalataspora originalis werd in 2003 beschreven door Aseeva. 